# Vassar (Kansas)
Vassar es un lugar designado por el censo ubicado en el condado de Osage  en el estado estadounidense de Kansas. En el año 2010 tenía una población de 530 habitantes.

## Geografía
Vassar se encuentra ubicado en las coordenadas 38°38′49.83″N 95°37′19.65″O / 38.6471750, -95.6221250 (38.647176° 	-95.622125°).